# 小行星8083
小行星8083（8083 Mayeda）是一颗围绕太阳公转的小行星。1988年11月1日，關勉在藝西天文台发现了此天体。
該小行星以日本業餘天文學家前田静雄命名。
这颗小行星的绝对星等为331.1073732487627等。